# Комета 81P/Wild
Комета 81P/Wild, також відома як Wild 2 (вимовляється «вілт два») (/ˈvɪlt/ VILT), — комета з періодом обертання 6,4 роки, названа на честь швейцарського астронома Пауля Вільда, який відкрив її 6 січня 1978 року за допомогою 40-сантиметрового телескопа Шмідта в Циммервальді, Швейцарія.
Протягом більшої частини свого 4,5 мільярда років життя Wild 2, ймовірно, мала більш віддалену та кругову орбіту. У вересні 1974 року вона пройшла на відстані 1,0 мільйона км (0,62 мільйона миль) від планети Юпітер, сильне гравітаційне тяжіння якої збурило орбіту комети та привело її до внутрішньої частини Сонячної системи. Її орбітальний період змінився з 43 років до приблизно 6 років, а її перигелій зараз становить близько 1,59 а.о. (238 мільйонів км).